# Ipsden
Ipsden is een civil parish in het bestuurlijke gebied South Oxfordshire, in het Engelse graafschap Oxfordshire met 325 inwoners.